# شهريار (ابن كسرى الثاني)
شهريار كان أميرًا ساسانيًا، وهو ابن كسرى الثاني (حكم من 590 إلى 628) وملكته المسيحية شيرين. في عام 628، قام قباد الثاني ابن كسرى الثاني، بانقلاب ضد والده، وبعد ذلك تم إعدام جميع إخوته وإخوته غير الأشقاء. وقد نجا شهريار عبر ابنه يزدجرد الثالث، الذي حكم فيما بعد الإمبراطورية الساسانية من 632 إلى 651. 